# Lukács Mózes

## Élete
Lukács Mózes Székelyföldön született, élt és hunyt el. Mindig, minden körülmények és rendszerek közepette magyar volt, magyar módra gondolkozott, magyar módra dolgozott, magyar módra élt.
Nem járt, mert nem járhatott hosszan iskolákat; nem kapott, mert nem kaphatott nemzeti eszmék köré szőtt nevelést. Mégis a világ minden dolga érdekelte, a világ összes folyamatát elemezte, minden jóakaratú embernek segített, minden magyar ügy mellett tevékenyen kiállt. Járt a helyi egyházi közösségbe, tagja volt a dalárdának, javította a zenekar hangszereit. Bárhol segített, ahol kevés volt a dolgos kéz a favágáshoz, hasogatáshoz, építkezéshez.
Így került kapcsolatba a Szent Borbála Gyermekotthonnal is, ami éppen szomszédságába költözött. A nevelő néni egyedül rendezte a gyermekeket és a házat. De Lukács Mózes mellé állt. S többé nem kellett hideg házra érkezni, hisz ő minden reggel begyújtott. Nem voltak lötyögő kilincsek, rossz csapok, mert mindent megjavított, amit tudott és amit kellett. Így végül élete elválaszthatatlanul összeforrt a parajdi Dévai Szent Ferenc Alapítvány gyermekotthonával, annak lakóival. Lukács Mózes személyében olyan színes egyéniségről kell beszélnünk, aki mentalitásával, gyermekszeretetével és vidámságával - kora ellenére - nem csak állandó segítője, de éltető forrása is volt az ottani közösségnek.  Életének éltető eleme volt a humor, aminek jótékony hatása környezetén is megmutatkozott – vidámság és móka lengte körül. Ez a nehéz napokban is erőt adott sokaknak.
Olyan ember volt, aki minden jó embert barátsággal fogadott, a jó magyar embert vendégül látta, a jószándékú magyar embert barátjának fogadta; mindeközben minden általa elvégezhető munkát ellátott, mindenkor jobbító szándékkal, mások segítésére fordította energiáját.

## Hagyatéka
Agyafúrt észjárása igazi hungarikum. Legyen szó a világ dolgainak megfejtéséről, bonyodalmak megoldásáról, vagy éppen a híres székely humorról. Szerette az embereket és ők még ma is, még egy másik világban is szeretik őt.
Lukács Mózes élete példát állít elénk és felhívja a figyelmet azokra a nagyszerű emberekre, akik hétköznapi tevékenységükkel, felhajtás és feltűnés nélkül építik a magyarságot, gyarapítják a nemzetet.
"A Lukács Mózes Emlékdíj a példaértékű magyar élet díja, a díjazottak pedig példaképeink." - Csillaghíd Alapítvány